# Amund Sjøbrend
Amund Martin Sjøbrend, född 1 december 1952 i Slåstad i Sør-Odals kommun, är en norsk före detta skridskoåkare som tillhörde världseliten under 1970-talet och början av 1980-talet. Han var en av Norges fyra ess i skridskoåkning. Främsta meriten är världsmästartiteln allround 1981 hemma på Bislett. Samma år vann han även EM allround. Andra framstående placeringar är fyra i VM 1980 och EM-placeringarna tvåa 1974, trea 1977 samt fyra 1976. Sjøbrend deltog även i olympiska vinterlekarna 1976. Han fick Oscar Mathisens pris 1981.